# Cisticola hunteri
Cisticola hunteri е вид птица от семейство Cisticolidae.

## Разпространение
Видът е разпространен в Кения, Танзания и Уганда.